# Otto Merz
Pour les articles homonymes, voir Merz.
Otto Merz, né le 12 juin 1889 à Esslingen, dans le Royaume de Wurtemberg, sous l'Empire allemand et mort le 18 mai 1933 à Berlin en Allemagne nazie dans un accident au cours des essais de l'Avusrennen sur sa Mercedes-Benz SSK était un pilote automobile, un chauffeur, un pilote d'essais et un mécanicien allemand.

## Biographie

### Jeunesse et débuts
En 1906, alors qu'il n'est âgé que de seize ans, Otto Merz est embauché par Daimler en tant que mécanicien. Il travaille également comme chauffeur et pour quelques clients de la firme tels que Theodore Dreher (décédé en 1914), qui sponsorise Daimler en course, fils du brasseur autrichien Anton Dreher ; ou l'industriel saxon Willy Pöge,

### L'épisode de Sarajevo
Le 28 juin 1914, Otto Merz conduit le comte Alexander von Boos-Waldeck dans la troisième voiture du cortège ouvert par François-Ferdinand à Sarajevo. Il se peut qu'il ait été un témoin privilégié de l'assassinat de l'archiduc par Gavrilo Princip. D'après l'histoire racontée plus tard, Merz réagit rapidement dès le premier coup de feu transportant l'archiduc jusqu'à la maison la plus proche. Toutefois, il y a eu ce jour-là deux tentatives d'assassinat visant l'archiduc. La première émanait de Nedeljko Čabrinović, au passage du cortège celui-ci envoie une bombe à retardement de dix secondes sur la voiture du monarque. Quand le chauffeur de François-Ferdinand voit que quelque chose leur est lancé dessus, il accélère évitant tout dégât, tandis que la bombe roule sous les roues de la deuxième voiture, blessant sérieusement Von Boos-Waldeck, l'employeur de Merz et Eric von Merizzi. Ce n'est que plus tard dans la journée que Princip croise le cortège et fait feu sur l'archiduc et son épouse, les tuant tous deux. Indépendamment de la véracité de l'histoire, il semblerait qu'il ait été doté d'une grande force physique et qu'il ait pu arracher à mains nues des éléments de la carrosserie endommagée de sa Mercedes en 1929.

### Carrière en course

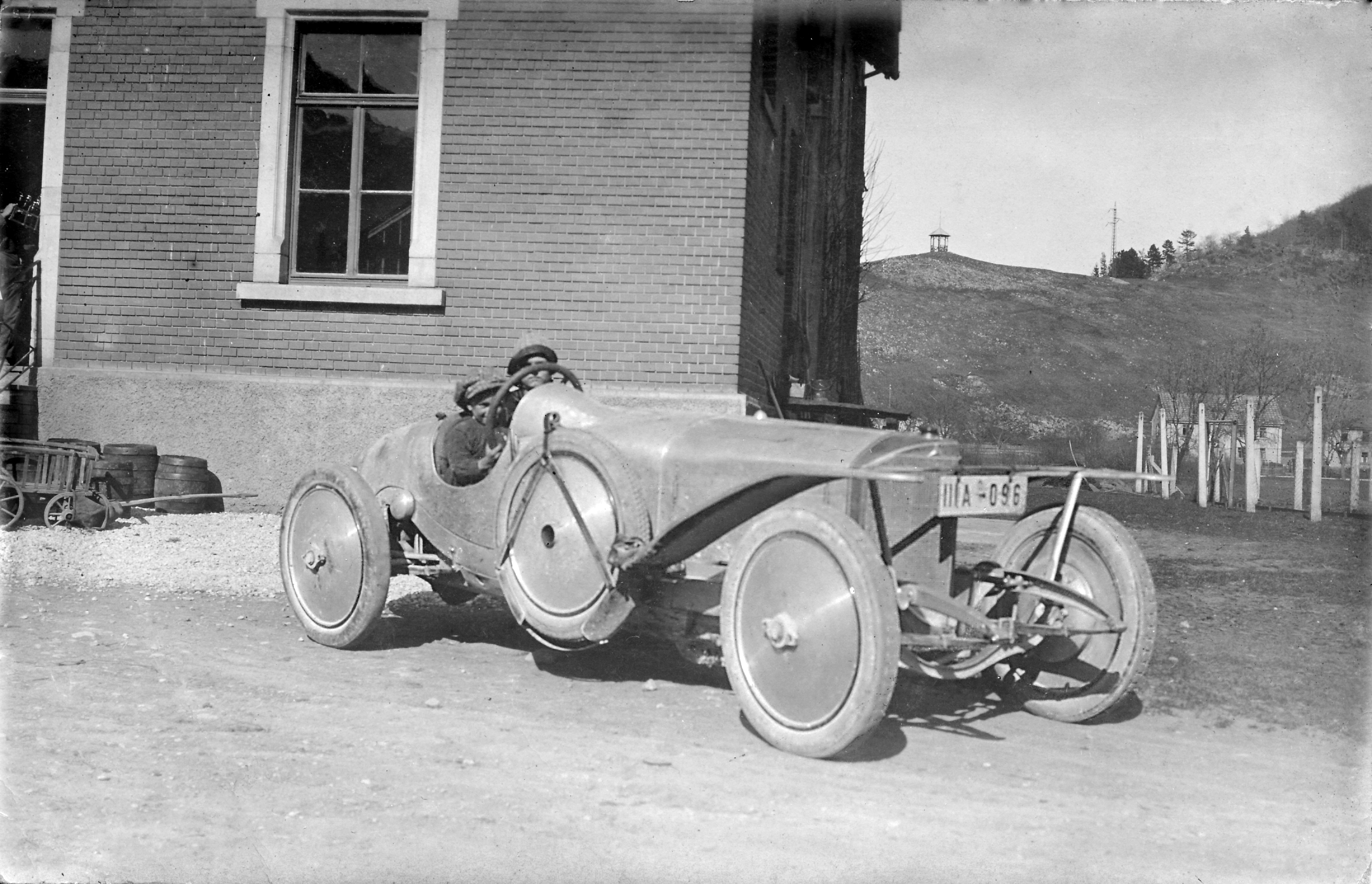
Merz en 1923 sur Mercedes.

Otto Merz commence la course au début des années 1920 et remporte quelques victoires, à la Solitude et en course de côte au Klausenpass en 1924. Il connait son heure de gloire en remportant le second Grand Prix d'Allemagne sur le Nürburgring. Au volant d'une Mercedes-Benz S, il franchit la ligne d'arrivée trois minutes avant son coéquipier Christian Werner. L'année suivante, il termine l'épreuve à la deuxième place, Caracciola et Werner partagent la voiture victorieuse alors que le même Werner se classe troisième en ayant également piloté la voiture de Willy Walb (de). Merz est le seul  des pilotes à courir sur Mercedes-Benz S à courir seul l'ensemble des dix-huit tours du gigantesque Nürburgring Nordschleife. Un exploit physique largement salué par les spectateurs. Ajouté à sa capacité de planter des clous à main nue dans le bois et à sa tentative de sauvetage de François-Ferdinand, Merz se forge l'image du colosse qu'on lui connait.
Ces victoires ne permettent pas à Otto Merz de se lancer dans une carrière de pilote à plein temps. Il participe occasionnellement à des courses comme le Tourist Trophy 1929, remporté par son coéquipier Rudolf Caracciola. Parfois engagé comme pilote de réserve, il est occasionnellement engagé comme à l'International Alpine Trial ou au trial de l'ADAC. En 1931, il partage la Mercedes-Benz SSKL de Caracciola au Grand Prix de France, à Montlhéry ; une épreuve exténuante où dix heures, les pilotes doivent parcourir le circuit de 12,505 km. Toutefois, les deux Allemands (les seuls à être engagés) abandonnent au trente-neuvième tour de cette épreuve comptant pour le championnat d'Europe des pilotes. Merz se console avec une honorable cinquième place au Grand Prix d'Allemagne disputé dans l'Enfer Vert et sur une SSKL, la même année. Les six points inscrits lors du Grand Prix de France avec Caracciola leur permettent d'accrocher la cinquante-et-unième place du classement ; le champion étant, cette année-là, Ferdinando Minoia.
Dès l'année suivante, Mercedes se retire de la compétition, laissant Merz continuer de piloter en tant que pilote d'essais sur des voitures expérimentales. Même si Mercedes était officiellement hors-course pour le championnat, Merz est engagé comme pilote de réserve de Hans Stuck par Wilhelm Merck au Grand ¨Prix d'Allemagne, mais ne prend pas part à l'épreuve.
Daimler-Benz AG revient officiellement en compétition en 1933. Les dirigeants de l'entreprise mettent un point d'honneur à gagner la course de l'Avus. Cet évènement, qui se tient le 21 mai dans la capitale allemande, sera organisé en présence de dignitaires gouvernementaux de haut rang et serait une excellente occasion de démontrer les « prouesses techniques » de Mercedes. Le circuit est composé de deux longues lignes droites de neuf kilomètres de long, par conséquent, l'équipe Mercedes-Benz produit une SSKL-Streamline en vue d'atteindre des vitesses plus élevées. Caracciola, qui est revenu chez Mercedes après son passage chez Alfa Romeo en 1932, serait le premier choix pour la firme, mais il est encore à l'hôpital, en convalescence avec de nombreuses fractures et blessures subies lors d'un accident au volant de l'Alfa Romeo Monza de sa propre écurie (la Scuderia CC) aux essais du Grand Prix de Monaco qui s'est tenu le 23 avril. Dans de telles circonstances, c'est Merz qui se voit offrir le volant de la SSKL-Streamline à la course de l'Avus. Il s'est probablement vu offrir cette opportunité grâce à ses bonnes relations avec la management de Mercedes, pour qui il travaille depuis 1906. Bien qu'il soit déjà âgé de quarante-trois ans, il est déjà en semi-retraite, mais, prend toujours du plaisir à piloter et considère comme une grande chance la possibilité de participer à une course largement médiatisée. Quelle que soit la raison, les observateurs s'étonnent de trouver Merz au volant du bolide.

### Dernier engagement et décès
La première séance d'essais sur l'Avus a lieu le jeudi 18 mai. Une forte pluie s’abat sur le circuit et les pilotes Mercedes, Otto Merz et Manfred von Brauchitsch entreprennent de tester leurs SSKL-Streamline dans ces conditions. Des témoins ont rapporté que les monoplaces avaient glissé en de nombreux endroits de la piste et qu'elles étaient difficiles à conduire pour les circonstances.
Peu de temps après 13 heures, Merz se crashe avec sa SSKL sur la longue ligne droite à côté de la gare de Grunewald, à près de deux kilomètres de la ligne d'arrivée. Sur les lieux de l'accident, la surface venait de changer, passant des pavés à  l'asphalte et les traces de la trajectoire de la voiture étaient clairement visibles sur les pavés, mais ont tout à coup pris fin.
La marque suivante laissée par le véhicule de Merz est retrouvée trente-six mètres plus loin, là où la voiture a heurté le sol de nouveau. Le Mercedes-Benz s'est écrasé dans une borne kilométrique en ciment sur le côté droit de la piste et, selon le seul témoin oculaire, la voiture est partie en tonneaux. La voiture s'est arrêtée avec les roues en l'air à proximité d'un talus. Les sauveteurs retrouvent Merz : il a été éjecté de la voiture et est allongé sur le dos, sur le côté droit de la piste. Il est transporté à l'hôpital Hildegard de Charlottenburg, un faubourg de Berlin tout près du lieu de l'accident, mais dans son état, Merz ne pouvait plus être aidé.

## Causes de l'accident
Les enquêteurs ont conclu que Merz avait perdu le contrôle de la voiture pendant quelques instants, ce qui a conduit à l'accident. Une différence fondamentale entre les Mercedes de Von Brauchitsch et Merz a déterminé les causes de l'accident. La SSKL de Von Brauchitsch était dotée d'une carrosserie Streamline différente de celle de Merz. Sur la monoplace de Von Brauchitsch, modifié par König-Fachsenfeld, la dérive arrière est plus haute. Mercedes a modifié la SSKL de Merz différemment, la carrosserie, sortie de l'usine de Sindelfingen, était nettement incurvée vers l'arrière de la voiture. Cette configuration était beaucoup plus susceptible de créer d'importantes perturbations aérodynamiques. Les causes de l'accident et le fait que ce soit arrivé avec un véhicule non testé a amené de nombreux experts, y compris Karl Ludwigsen, à croire que la configuration aérodynamique de la voiture de Merz pourrait avoir joué un rôle important dans cette tragédie.

## Résultats en course
- 1923 : Vainqueur de la Romanian touring race
- 1924 : 2e de la course de côte de Zbraslav-Jílovište, vainqueur de la course de côte de la Solitude, vainqueur de la course de côte du Klausen Altdorf, 5e et victoire de classe de la course de côte de Svab
- 1925 : Vainqueur de la Solituderennen, 5e de la course de côte du Klausen
- 1926 : Vainqueur de la course de côte de Hohnstein, vainqueur du Süddeutsche tourenfahrt, ? au Grand Prix d'Europe, 2e à la course de côte du Klausen Altdorf, vainqueur de la Solituderennen
- 1927 : Vainqueur du Grand Prix d'Allemagne, vainqueur de la course de côte du Klausen, vainqueur de Solituderennen
- 1928 : 2e du Grand Prix d'Allemagne
- 1929 : ? à l'Internationelle Alpenfahrt, ? à l'ADAC Langstreckenfahrt, 13e à l'Ulster TT
- 1931 : 5e du Grand Prix d'Allemagne
- 1933 : Np Avusrennen, accident mortel aux essais